# Гогенлоэ
Гогенлоэ (Хоэнлоэ; нем. Hohenlohe) — несколько родственных княжеств в Швабии и Баварии, которыми до медиатизации в 1806 году правило одноимённое семейство. Ещё в XII веке их предки владели замком Хоэнлоэ близ Уффенхайма. Седьмым великим магистром Тевтонского ордена был Генрих фон Гогенлоэ.
На протяжении многих веков владения в швабской области Хоэнлоэ многократно перераспределялись между разными линиями рода, католическими и лютеранскими. До XXI века сохранились княжеские линии (по старшинству) цу Гогенлоэ-Лангенбург (zu Hohenlohe-Langenburg), цу Гогенлоэ-Эринген (zu Hohenlohe-Öhringen), фон Гогенлоэ-Бартенштейн (von Hohenlohe-Bartenstein), фон Гогенлоэ-Ягстберг (von Hohenlohe-Jagtsberg), цу Гогенлоэ-Вальденбург (zu Hohenlohe-Waldenburg) и цу Гогенлоэ-Шиллингсфюрст (zu Hohenlohe-Schillingsfürst). В XX веке после угасания австрийских родов Кауниц (1902) и Меттерних (1992) представители шиллингсфюрстской ветви присоединили их фамилии к собственной.
К этой линии принадлежал и германский канцлер Хлодвиг Гогенлоэ (1819—1900). Помимо княжеского, он носил титулы принца Корвейского и Ратиборского. Его жена Мария Львовна Витгенштейн, будучи внучкой знаменитого фельдмаршала, унаследовала Мирский замок и иные радзивилловские имения в пределах Российской империи, но по юридическим соображениям вынуждена была их продать подданным российской короны (подробности в статье несвижская ординация).

Были, скажем <на флоте> … даже Гогенлоэ-Шилонфюрст, кого матросы переиначили в «Голыноги, шилом хвист».
— Соболев Л. Рассказы капитана 2-го ранга В. Л. Кирдяги. Кого считать пьяным? // [lib.ru/RUSSLIT/SOBOLEW/kirdiaga.txt Морская душа. Рассказы]. — М.: Высшая школа, 1983. — 472 с.
Для русской истории также значим принц Кристиан Гогенлоэ-Лангенбург-Кирхберг (1788—1859), представлявший в 1825—1848 годах при петербургском дворе интересы королей Вюртемберга. Первым браком он был женат на Екатерине Ивановне Голубцовой (1801—18.03.1840), двоюродной сестре Н. П. Огарёва. Его переписка содержит ценные сведения о жизни петербургского двора николаевской эпохи.
В 2013 году после смерти 96-летней герцогини Мединасели из рода Кордоба принц Марк фон Гогенлоэ-Лангенбург, приходившийся ей внуком, унаследовал многочисленные титулы и землевладения испанского дома Мединасели.

Резиденции рода Гогенлоэ
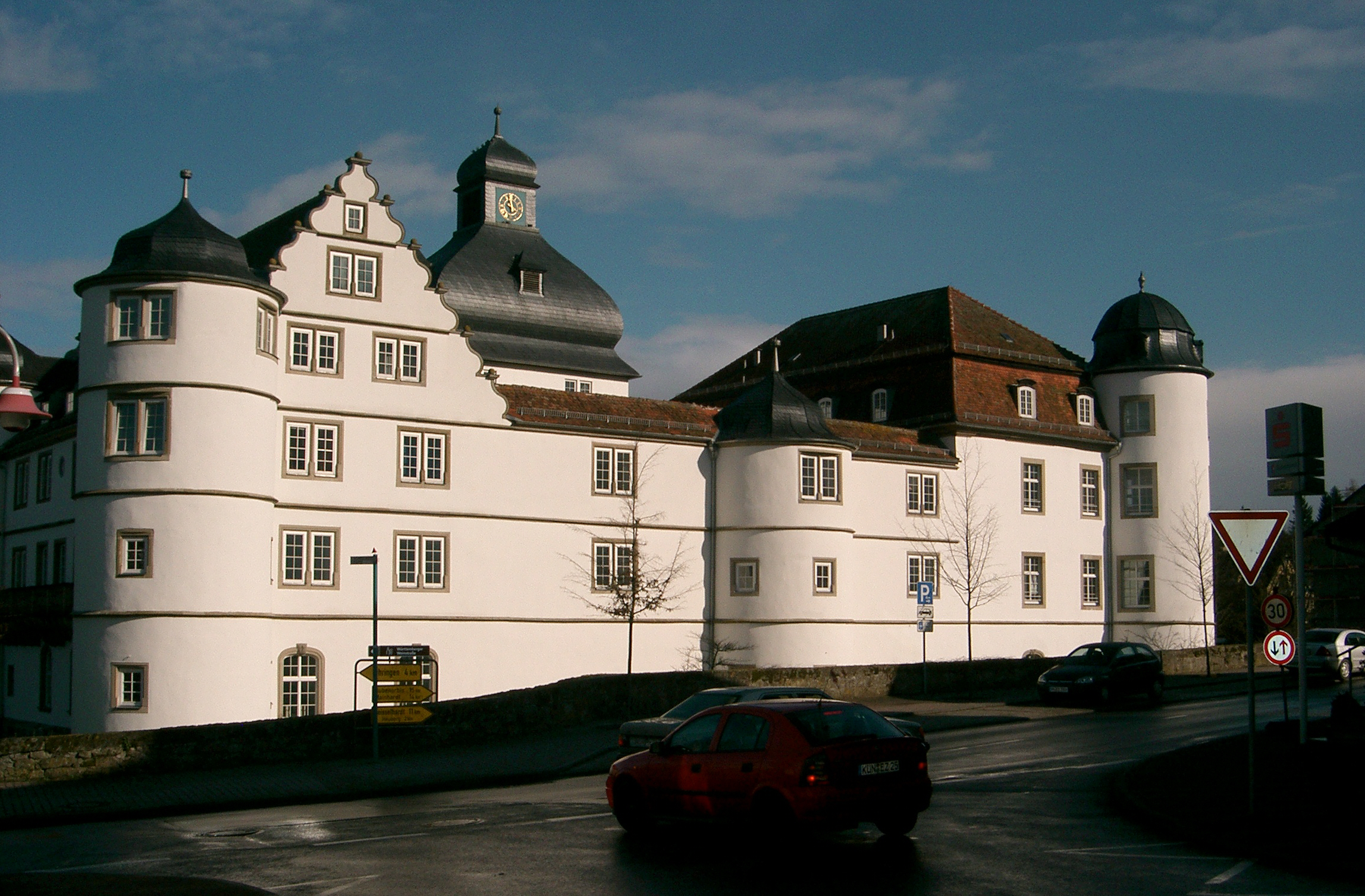
Замок Пфедельбах
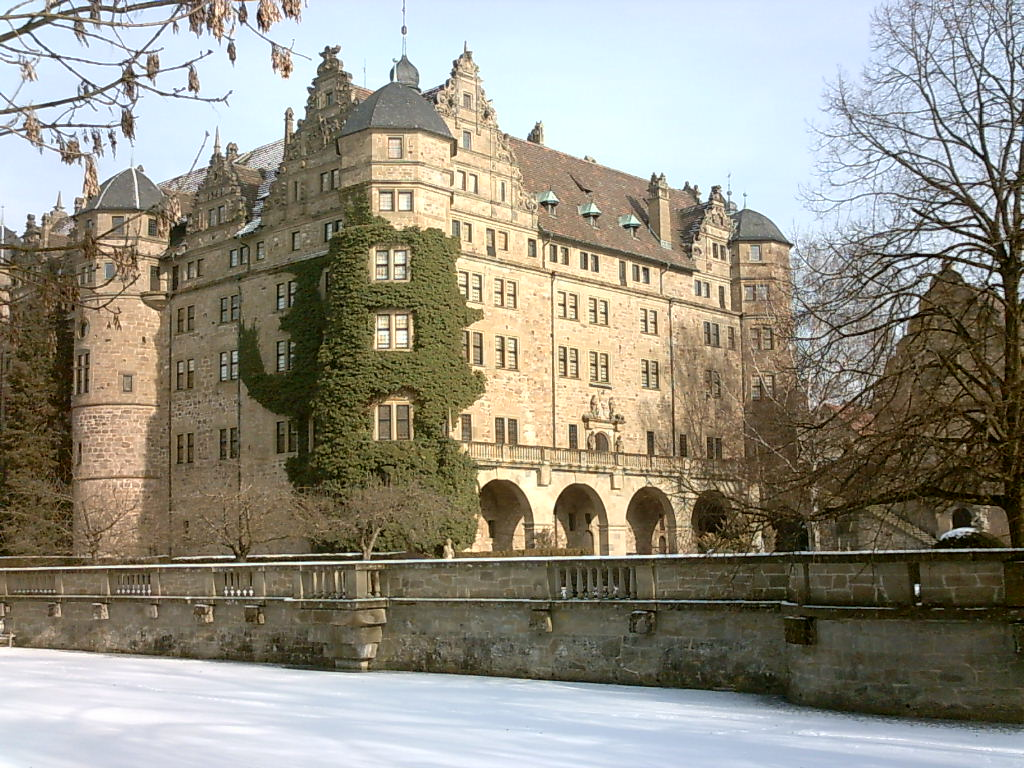
Замок Нойенштайн
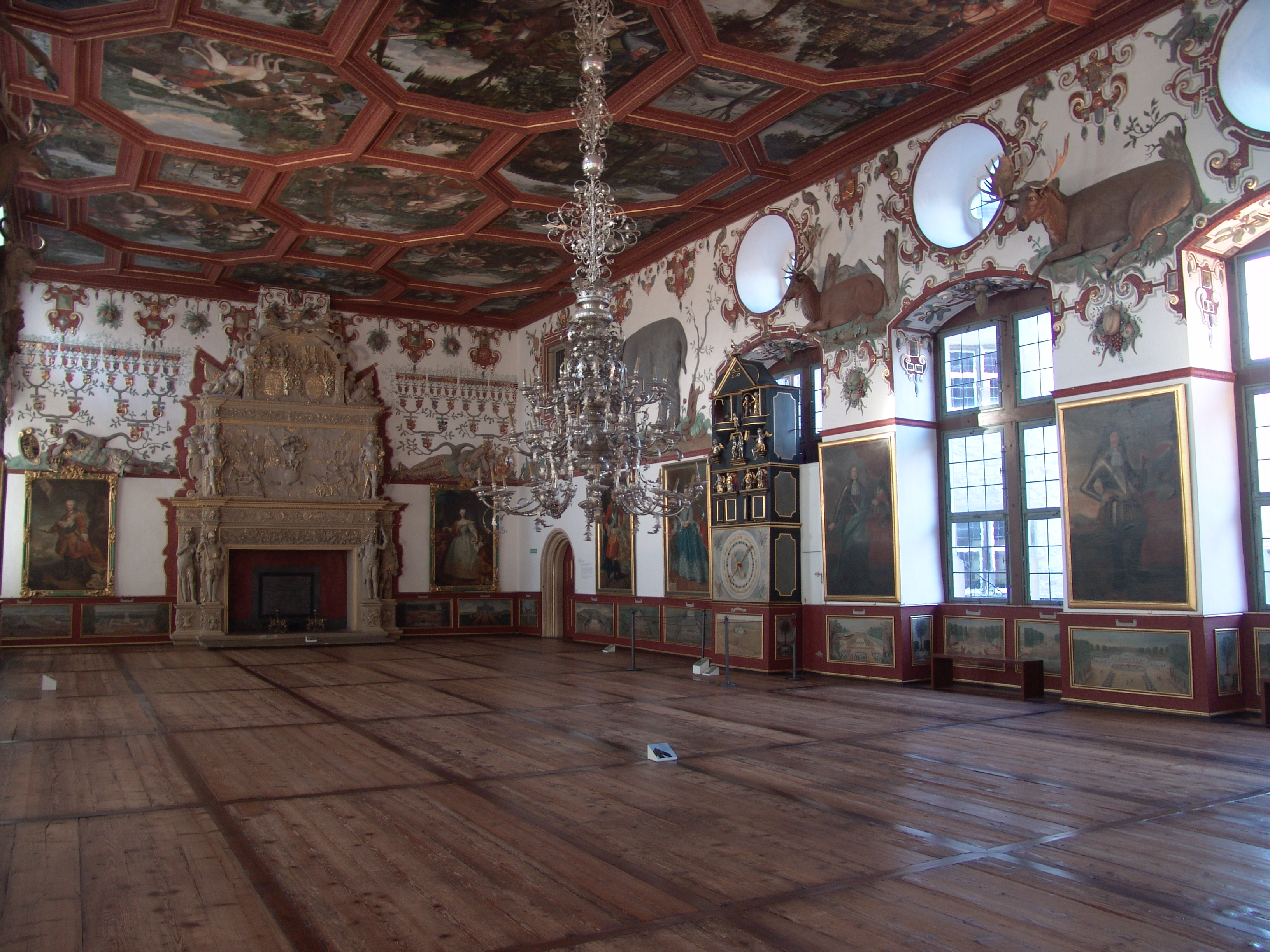
Замок Вайкерсхайм
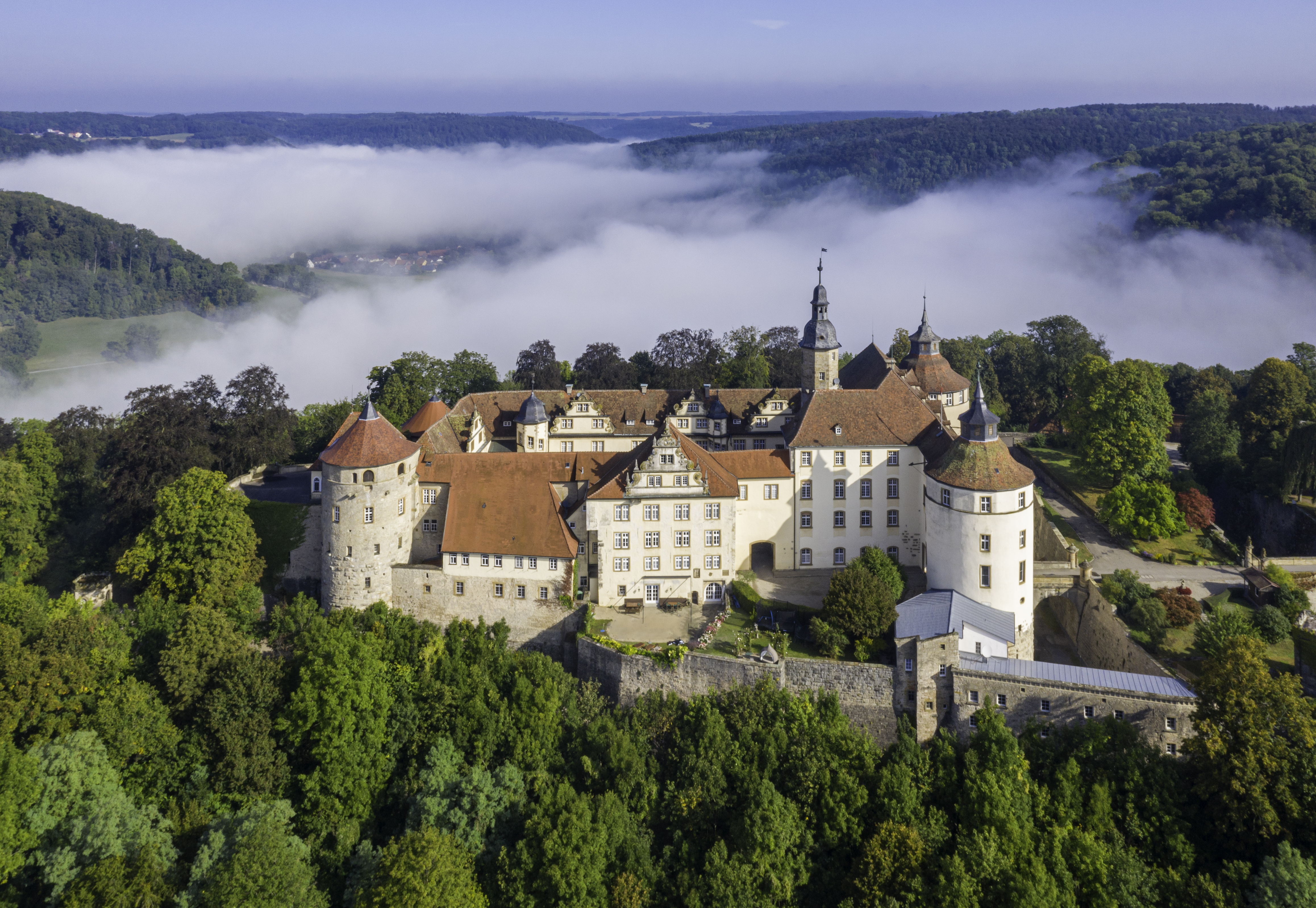
Замок Лангенбург
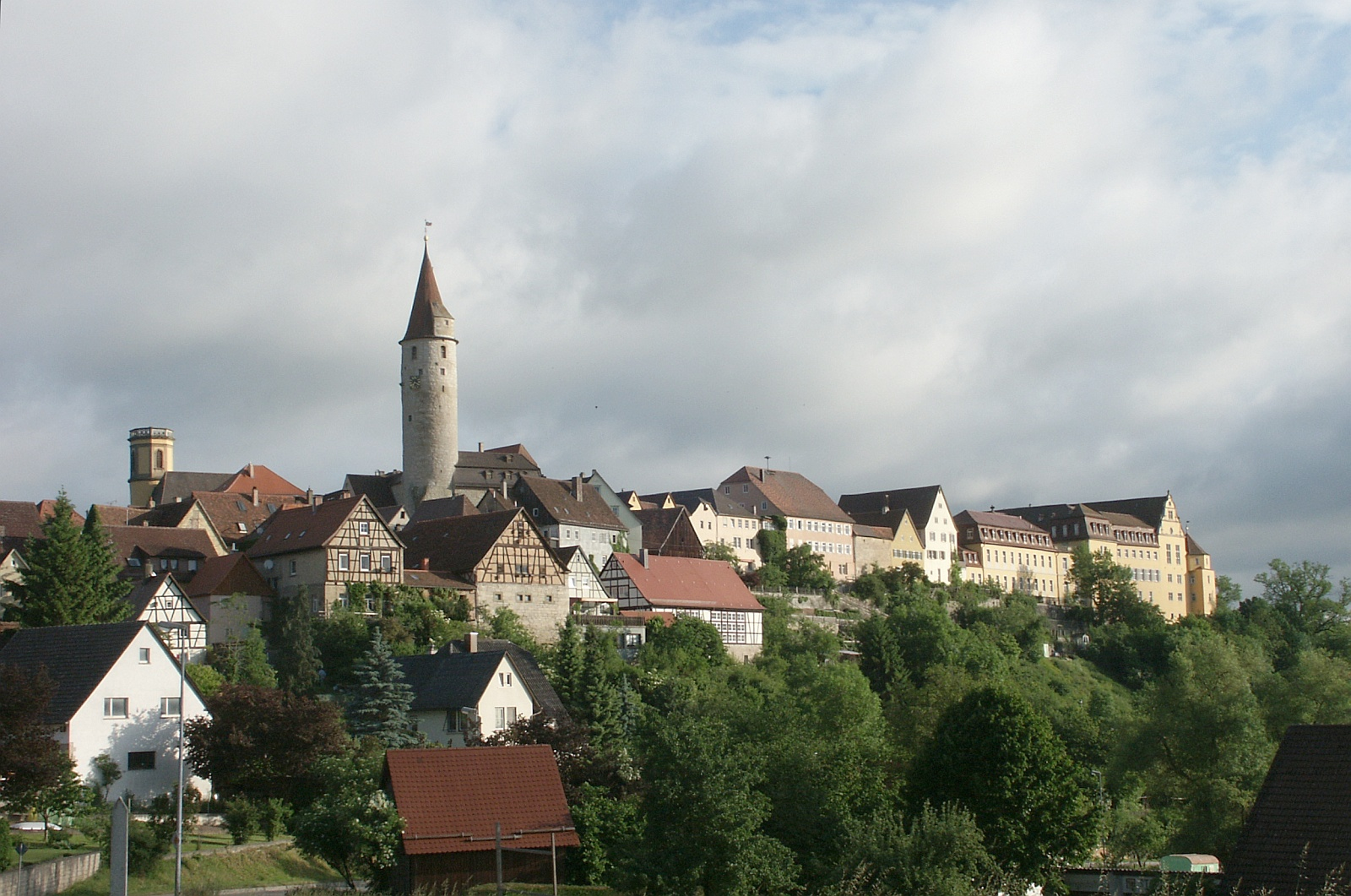
Дворец в Кирхберге

### Княжеский статус
Попытки возвыситься до ранга имперского князя также способствовали разделению двух линий. 21 мая 1744 г. император Карл VII возвел в сан императорских князей имперских графов Филиппа Эрнста Гогенлоэ-Вальденбург-Шиллингсфюрста и Карла Филиппа Гогенлоэ-Вальденбург-Бартенштейна вместе с их потомками. Принадлежащие им владения были возведены в статус имперского княжества только 14 августа 1757 года императором Францем I. Возвышение католической линии Вальденбургов до князей привело к спору о первенстве во всем доме. Лишь 7 января 1764 г. старшая линия Нойенштейнов была возведена императором Францем в статус имперских князей. Однако конфликты по поводу приоритета во всем доме продолжались. И только в рамках Эрингенской конвенции от 12 июня 1782 г., по которой князь Гогенлоэ-Нойэнштайн Людвиг Фридрих Карл приобрел долю Вальденбургской главной линии в Эрингене, князья согласились, что порядок старшинства в доме Гогенлоэ будет определяться по возрасту правящих князей всех линий.

Княжество Гогенгоэ в 1748 г.

Графы Гогенлоэ принадлежали к Франконской имперской коллегии графов, которая была образована в XVI и XVII веках с целью совместного завоевания влияния на графскую скамью в Рейхстаге. Группа имела общий куриатский голос, решение о вынесении которого принималось большинством членов. Голосующую долю в линии Гогенлоэ-Нойэнштайн осуществляли совместно ветви Эринген, Лангенбург, Ингельфинген и Кирхберг. Членство Гогенлоэ-Шиллингсфюрст и их совместное право голоса оспаривались в графской коллегии. С 1690 г. ветвь Гогенлоэ-Бартенштейн выступала в роли голоса группы наследников Лимпурга как сонаследники голоса Лимпург-Гайльдорф. Замок Унтергрёнинген также перешёл к семье Бартенштейнов в качестве наследства.
Заключительное постановление Имперской депутации 25 февраля 1803 г. частично распустило графскую скамью, предоставив некоторым князьям Гогенлоэ право полного голоса, что означало их переход на более влиятельную княжескую скамью:
- Гогенлоэ-Вальденбург-Бартенштейн, который ранее участвовал в куриатском голосовании как наследник Лимпурга, получил полный голос и покинул франконскую имперскую коллегию графов. В качестве компенсации за отданную Французской республике по Люневильскому миру 1801 г. сеньорию Обербронн эта линия получила части секуляризованного епископства Вюрцбург (амты Ягстберг, Вартенбергштеттен, Лауденбах и Браунсбах, деревня Мюнстер и часть Нойнкирхена).
- Гогенлоэ-Вальденбург-Шиллингсфюрст получил полный голос и покинул графскую коллегию.
- Гогенлоэ-Нойэнштайн получил полный голос и покинул графскую коллегию. В 1805 г. княжеская линия Эринген вымерла и была унаследована линией Ингельфинген. В обмен на отказ от своей доли в деревне Мюнстер, которая ранее была разделена с епископством Вюрцбург, линия Нойенштайн получила из вюрцбургского имущества Амрихсхаузен и бывшую церковную собственность в Кюнцельзау в совместное управление с несколькими другими совладельцами.